# Dacryodes cuspidata
Dacryodes cuspidata är en tvåhjärtbladig växtart som först beskrevs av José Cuatrecasas, och fick sitt nu gällande namn av D.C. Daly. Dacryodes cuspidata ingår i släktet Dacryodes och familjen Burseraceae. Inga underarter finns listade i Catalogue of Life.